# Gustaf Leopold Collinder
Astolf Gustaf Leopold Collinder, född 24 september 1830 i Stockholm, död 30 november 1890 i Fellingsbro församling, Örebro län, var en svensk präst.
Collinder blev student 1849, filosofie kandidat 1854 och promoverades till magister samma år. Han var duplikant vid Uppsala katedralskola 1854–1858 och adjunkt vid Uppsala högre elementarläroverk 1858–1862. Han blev teologie kandidat 1861, prästvigdes samma år, blev docent i kyrkohistoria vid Uppsala universitet samma år och docent i pastoralteologi 1863. Han var teologiska fakultetens notarie 1863–1865, teologie adjunkt och kyrkoherde i Börje prebendepastorat 1865 och ständigt adjungerad ledamot av Uppsala domkapitel 1865–1870. Han var sekreterare i Uppsala stifts bibelsällskap 1862–1868, regementspastor vid Upplands regemente 1866–1869 samt blev kyrkoherde i Bollnäs församling 1868 och kontraktsprost i Hälsinglands västra nedre kontrakt 1871. Efter att ha avflyttat från Bollnäs 1883 var han kyrkoherde och kontraktsprost i Fellingsbro. Han var ledamot av Samfundet Pro Fide et Christianismo och promoverades till teologie doktor vid Uppsala universitets jubelfest 1877.  
Collinder skrev Om döpelsens sakrament (Teologisk Tidskrift 1863), Om det evangeliskt lutherska skriftermålet (akademisk avhandling, Upsala 1865), ett tal hållet i ärkestiftets bibelsällskap 1868 samt åtskilliga anmälanden och recensioner.